# ヴィルヘルム・ハイドカンプ
ヴィルヘルム・ハイドカンプ (Wilhelm Heidkamp、1883年1月22日 - 1931年10月5日) は、第一次世界大戦時のドイツ海軍の水兵。
1915年1月のドッガー・バンク海戦の時、巡洋戦艦ザイドリッツに乗務していた。この海戦でザイドリッツはイギリスの巡洋戦艦ライオンからの命中弾を受けて後部の砲塔が破壊され、火薬に引火した。だが、ハイドカンプが熱くなっているにもかかわらずバルブをまわして弾薬庫に注水したため、誘爆は免れた。しかし、このことで彼は手と肺をひどく痛め、1931年に肺の病気で亡くなった。
第二次世界大戦時のドイツ連邦軍海軍駆逐艦に彼の名前がつけられた艦がある。